# Manettia flexilis
Manettia flexilis är en måreväxtart som beskrevs av Townshend Stith Brandegee. Manettia flexilis ingår i släktet Manettia och familjen måreväxter. Inga underarter finns listade i Catalogue of Life.